# MoAZ-75296
| MoAZ-75296                                         | MoAZ-75296                                         |
| Ein MoAZ-75296 während einer Parade in Minsk, 2005 | Ein MoAZ-75296 während einer Parade in Minsk, 2005 |
| -------------------------------------------------- | -------------------------------------------------- |
| Hersteller:                                        | MoAZ                                               |
| Leermasse:                                         | 23.000 kg                                          |
| Gesamtmasse:                                       | 33.000 kg                                          |
| Länge / Breite / Höhe:                             | 10000 mm / 3090 mm / 3050 mm                       |
| Motorbezeichnung:                                  | JaMS-238BN                                         |
| Installierte Leistung:                             | 190 kW (258 PS)                                    |
| Hubraum (Motor):                                   | 14,86 l                                            |
| Bauart (Motor):                                    | V8-Dieselmotor                                     |
| Motorenhersteller:                                 | Jaroslawski Motorny Sawod (JaMZ)                   |
| Fahrgeschwindigkeit:                               | max. 40 km/h                                       |

Der MoAZ-75296 (russisch МоАЗ-75296) ist ein fahrbarer Betonmischer des belarussischen Herstellers MoAZ, der zu BelAZ gehört. Er wird im Hauptwerk in Mahiljou in Ostbelarus hergestellt.

## Einsatz
Der für den untertägigen Einsatz optimierte Betonmischer MoAZ-75296 basiert auf dem bewährten Chassis des MoAZ-7529 und wird sowohl als Mischer als auch als Nachmischer produziert. Der MoAZ-75296 ist für kleine bis mittlere Querschnitte im Berg- und Tunnelbau konzipiert. Die Trommel des zweiachsigen Fahrmischers fasst maximal 8 m³ Beton. An den inneren Wandungen der Trommel sind wendelförmige Schaufeln angeordnet. Zum Entleeren wird die Drehrichtung umgekehrt, sodass der Beton nach dem Prinzip der Förderschnecke zu der hoch liegenden Öffnung hinausgefördert wird, ohne die Lage der Trommel zu ändern. Der Wenderadius des Fahrzeuges beträgt 10,1 Meter.

## Technik
Der MoAZ-75296 wird mit dem V8-Dieselmotor JaMS-238BN des russischen Motorenherstellers Jaroslawski Motorny Sawod (JaMZ) mit 14,86 l Liter Hubraum und 190 kW (258 PS) Leistung ausgeliefert. Der MoAZ-75296 hat einen permanenten Allradantrieb (4×4), das Antriebsmoment wird hydrostatisch übertragen. Die vom Dieselmotor abgegebene mechanische Leistung wird von einer Hydraulikpumpe als Druck und Volumenstrom an ein Hydrauliköl abgegeben und dann von Hydraulikmotoren für den Antrieb der Räder wieder in mechanische Leistung  zurückgewandelt. Dieser stufenlose Antrieb ist bei selbstfahrenden Arbeitsmaschinen vorteilhaft, da das Fahrzeug so ruckfrei selbst mit kleinsten Geschwindigkeiten fahren kann. Das Fahrzeuges hat Knicklenkung mit doppeltwirkenden Hydraulikzylindern. Das Gelenk befindet sich etwa in der Mitte der Maschine und die Fahrerkabine auf dem Vorderwagen. Sie ist elastisch gelagert und schützt die Bedienperson vor Schäden durch herabfallende Gegenstände (Falling Object Protection Structure, kurz FOPS) und Überschlagen (Roll Over Protective Structure, ROPS).